# Irena Duchowska
Irena Duchowska (ur. 24 lipca 1955 w Słomiance) – urodzona i mieszkająca na Litwie polska poetka, pedagog, działaczka społeczna, wielokrotnie nagradzana za krzewienie języka oraz kultury polskiej na Litwie. Uhonorowana Srebrnym Krzyżem Zasługi RP za wybitne zasługi w propagowaniu literatury polskiej.

## Życiorys

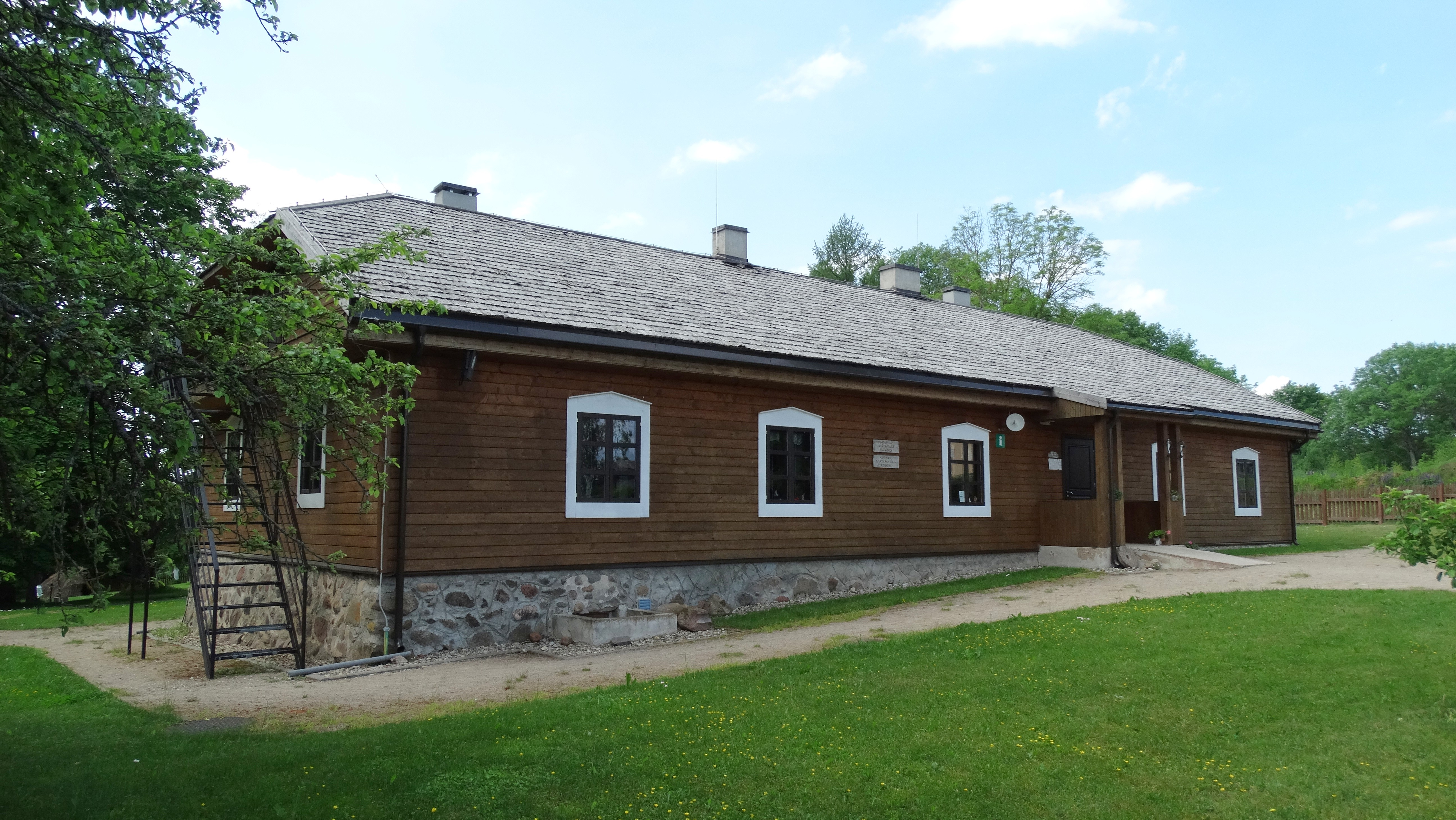
Budynek dawnej szkoły podstawowej w Borejkowszczyźnie

Irena Duchowska urodziła się nieopodal Borejkowszczyzny, we wsi Słomianka. W Borejkowszczyźnie, w budynku, w którym w latach od 1853–1862 mieszkał Władysław Syrokomla, mieściła się szkoła podstawowa imienia pisarza, do której uczęszczała.
Studiowała w Wileńskim Instytucie Pedagogicznym. Po studiach wyjechała na Kowieńszczyznę. W latach 1977–2008 uczyła fizyki w szkole średniej w Akademii, w rejonie kiejdańskim, w środkowej części Litwy. Kolejno uzyskała tytuły konsultanta rejonu kiejdańskiego w dziedzinie reformy szkolnictwa na Litwie, starszego nauczyciela, później – nauczyciela metodyka. Przez wiele lat była członkiem rady szkoły. Jej uczniowie uzyskiwali czołowe lokaty w rejonowych olimpiadach fizyki, zdobywając wyróżnienia państwowe.
W 1994 roku założyła i została prezesem Koła Związku Polaków na Litwie, funkcjonującego od 1996 roku jako Oddział ZPL „Lauda”. W 2000 roku w jego ramach założyła Stowarzyszenie Polaków Kiejdan. Irena Duchowska redaguje i wydaje gazetkę „Głos z Laudy” i jest organizatorką Festynów Kultury Polskiej „Znad Issy”. W 1994 roku założyła także Szkółki Języka Polskiego w rejonie kiejdańskim, w 1998 roku założyła Polski Zespół Pieśni Ziemi Kiejdańskiej „Issa”, którego jest prezesem i dla którego pisze piosenki. W 2003 roku znalazła się na liście dziesięciu najpopularniejszych Polaków na Litwie.
Od 2005 roku jest członkiem Polskiego Stowarzyszenie Autorów, Dziennikarzy i Tłumaczy w Europie (APAJTE) z siedzibą w Paryżu, a od 2010 roku członkiem Związku Pisarzy Polskich na Obczyźnie. Od 2010 roku jest również prezesem Polskiego Uniwersytetu Trzeciego Wieku na Laudzie. Jest także organizatorką spotkań Taizé na Laudzie. Jest też organizatorką Dni Kultury Polskiej na Laudzie i Żmudzi, spotkań literackich, obchodów Świąt Niepodległości RP, Konstytucji 3 Maja i spotkań okolicznościowych z rodakami.

## Twórczość
Duchowska pisała wiersze od wczesnej młodości. Namówiona przez rodzinę i przyjaciół zdecydowała się na ich publikację. Ukazały się one w antologiach i almanachach poetyckich, m.in. w zbiorze Nie damy pogrześć mowy wydanym w Paryżu przez wydawnictwo Editon APAJTE, Poezji dzisiaj, wydanym w Warszawie przez Ibis. Jej wiersze ukazały się także w „Panoramie Kresowej” w Łomży, „Podstawach Narodowych” w Lublinie, „Biedroneczce” w Ciechanowcu, „Magazynie Wileńskim” i „Kurierze Wileńskim”, „Tygodniku Wileńszczyzny”, „Spotkaniach”, „Rinkos aikšt” w Kiejdanach i innych.
Wiosną 2004 roku nawiązała kontakt ze Świętokrzyskim Towarzystwem Regionalnym, którego obecnie jest członkiem honorowym, co zaowocowało wydaniem trzech zbiorków poetyckich: Znad Issy (2004), Głos z Laudy (2005) i Mój Testament (2006). W 2007 roku w Kiejdanach wydany został polsko-litewski tomik wierszy Miraże w tłumaczeniu syna, Kazimierza Duchowskiego. Krytycy podkreślają walory językowe, plastyczność wypowiedzi poetyckiej oraz patriotyczne przesłania utworów. W 2016 roku ukazał się tom We mgle, a w 2018 roku tom W zielonej dolinie, oba wydane w serii Biblioteczka Kurpiowska. W jej wierszach widoczne są wpływy zarówno jej rodzinnej Wileńszczyzny, jak i obecnej „małej ojczyzny” – regionu sienkiewiczowskiej Laudy. Autorka porusza trudne problemy Polaków zamieszkujących tereny Kowieńszczyzny oraz zanikanie polskich tradycji i języka w tym regionie.

## Nagrody i wyróżnienia
- 2000: Srebrny Krzyż Zasługi za wybitne zasługi w propagowaniu literatury polskiej[19],
- 2004: Medal ZG Związku Polaków Litwy „Za zasługi w krzewieniu polskości na Litwie”[20],
- 2009: Złota Odznaka ZG Związku Polaków Litwy „Za zasługi w krzewieniu polskości na Litwie”[21],
- 2009: Dyplom uznania Ambasady RP w Wilnie za krzewienie języka oraz kultury polskiej na Litwie[3],
- 2011: Srebrny Medal Zarządu Krajowego Stowarzyszenia „Wspólnota Polska”[4],
- 2014: Literacka nagroda im. Witolda Hulewicza[22],
- 2017: Honorowy Obywatel Gminy Kadzidło oraz laureatka Kurpiowskiego Nepomuka[23].

## Wybrane dzieła
- 2004: Znad Issy
- 2005: Głos z Laudy
- 2006: Mój testament
- 2007: Miraże
- 2014: Sentymenty
- 2016: We mgle
- 2018: W zielonej dolinie